# Tinalhas
Tinalhas é uma povoação portuguesa sede da Freguesia de Tinalhas do Município de Castelo Branco, freguesia com 16,20 km² de área e 513 habitantes (censo de 2021), tendo, por isso, uma densidade populacional de 31,7 hab./km².
Não deve ser muito anterior ao século XII e até mesmo no seguinte que aparece o nome apelativo de uso comum Tinalha. Também pode ser alusivo a escavações (achados de antigas vasilhas e potes) que se designavam em latim "Tinalia" que se encontra num documento de 1336 e que, por motivos de alterações fonéticas e etimológicas resultaria… Tinalha.
No ano de 1864 pertencia ao extinto concelho de S. Vicente da Beira. Passou para o actual concelho por decreto de 26 de fevereiro de 1877. Até 1877 fez parte do concelho de São Vicente da Beira após o que passou para o (atual município) de Castelo Branco.
Por decreto de 21 de maio de 1896 foi anexada a esta freguesia a de Ninho do Açor. Pelo decreto lei n.º 39.065, de 31 de dezembro de 1952, foi desanexada desta freguesia a de Ninho do Açor, que passou a ser freguesia autónoma (Fonte: INE).

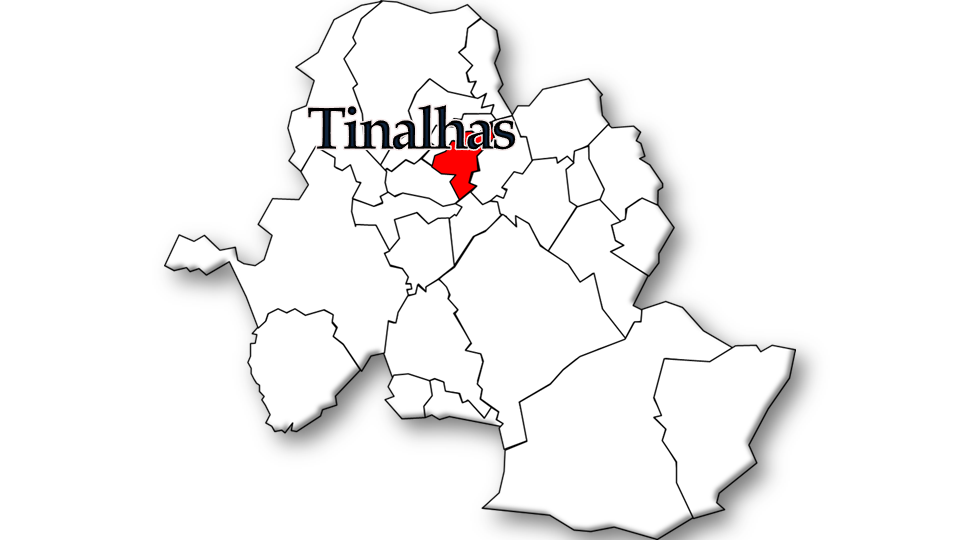
Localização no Município de Castelo Branco

## Demografia
A população registada nos censos foi:
| Distribuição da População por Grupos Etários | Distribuição da População por Grupos Etários | Distribuição da População por Grupos Etários | Distribuição da População por Grupos Etários | Distribuição da População por Grupos Etários |
| -------------------------------------------- | -------------------------------------------- | -------------------------------------------- | -------------------------------------------- | -------------------------------------------- |
| Ano                                          | 0-14 Anos                                    | 15-24 Anos                                   | 25-64 Anos                                   | > 65 Anos                                    |
| 2001                                         | 57                                           | 98                                           | 364                                          | 171                                          |
| 2011                                         | 54                                           | 39                                           | 308                                          | 184                                          |
| 2021                                         | 36                                           | 36                                           | 240                                          | 201                                          |

## História
A 18 km de Castelo Branco, a freguesia de Tinalhas está no norte do município, entre as suas congéneres de Ninho do Açor, Freixial do Campo, Cafede e Póvoa de Rio de Moinhos. Povoação relativamente elevada, encontra-se a mais de 400 metros de altitude. É atravessada por uma série de pequenos ribeiros sem grande expressão: o ribeiro do Vale Sando, a ribeira da Ribeirinha, o ribeiro do Vale de João Martins, o ribeiro do Salgueiro e o ribeiro do Cadavai.
O curioso nome da freguesia surge pela primeira vez na documentação oficial do século XIII. Pode ser o nome comum de alguma família que ali tivesse possessões, ou então uma alusão aos achados de antigas vasilhas e potes, "tinalias", provenientes de escavações arqueológicas ali realizadas. Para além desses achados, foram descobertos também três machados de pedra polida, pedaços de sílex, uma pedra gravada, provavelmente pré-romana, e um pequeno objecto de bronze. Todos estes achados revelaram ser da época romana e pré-romana, nomeadamente do Neolítico.
Em 1165, D. Afonso Henriques doou as terras entre os rios Erges, Tejo e Zêzere à Ordem dos Templários, com o objectivo de povoarem a região. Mais tarde, D. Afonso II fez nova doação, a chamada herdade da Açafa ou da Cardosa. Esta herdade tinha como limites a Covilhã, a norte; a ribeira de Alpeadre e o rio Ponsul, a este; a regiăo de Ródão, a sul; e S. Vicente da Beira, a oeste.

## Património
- Capelas do Senhor do Miradouro, de S. Pedro, da Rainha Santa Isabel e de S. José
- Casas brasonadas
- Fontes antigas

## Personalidades
- Visconde de Tinalhas (José Coutinho Barriga da Silveira Castro e Câmara) (1802-1886) - que contribuiu para o desenvolvimento da terra, sendo o fundador e primeiro regente da banda filarmónica.
- André Antunes (1925), atirador desportivo olímpico

## Equipamentos e colectividades
A freguesia tem vários equipamentos sociais como Polidesportivo, Campo de Futebol, Piscina, Jardim Infantil, Centro de Dia e Extensão de Saúde.
A nível do associativismo possui a Sociedade Filarmónica de Tinalhas, o Centro Recreativo de Tinalhas, a Associação de Caça e Pesca Tinalhense, a Ergamus - Associação de Dinamização e Salvaguarda Patrimonial, o Grupo Motar T'Atestar entre outros.

## Tradições
- Artesanato
- Rendas
- Mantas de retalhos
- Linho em tear manual
- Cortiça

## Gastronomia
- Serrabulho
- Borrego estufado
- Papas de milho
- Tigelada
- Broas de mel
- Filhós fritas

## Festas e Romarias
- "Há que se chá" em honra dos 3 reis magos: 5 de janeiro
- Romaria da Rainha Santa Isabel: Páscoa
- Festas de Verão: 2.º domingo de setembro
- Nossa Senhora do Rosário: 1.º domingo de outubro
- Feira Anual: Segunda-feira de Páscoa
- Mercado: 4.º Sábado de cada mês